# 諾韋 (利波韋茨區)
49°25′52″N 28°51′54″E / 49.43111°N 28.86500°E
諾韋（烏克蘭語：Нове），是烏克蘭的村落，位於該國西南部文尼察州，由文尼察區負責管轄，始建於1928年，面積0.28平方公里，海拔高度296米，2001年人口8，人口密度每平方公里28.67人。

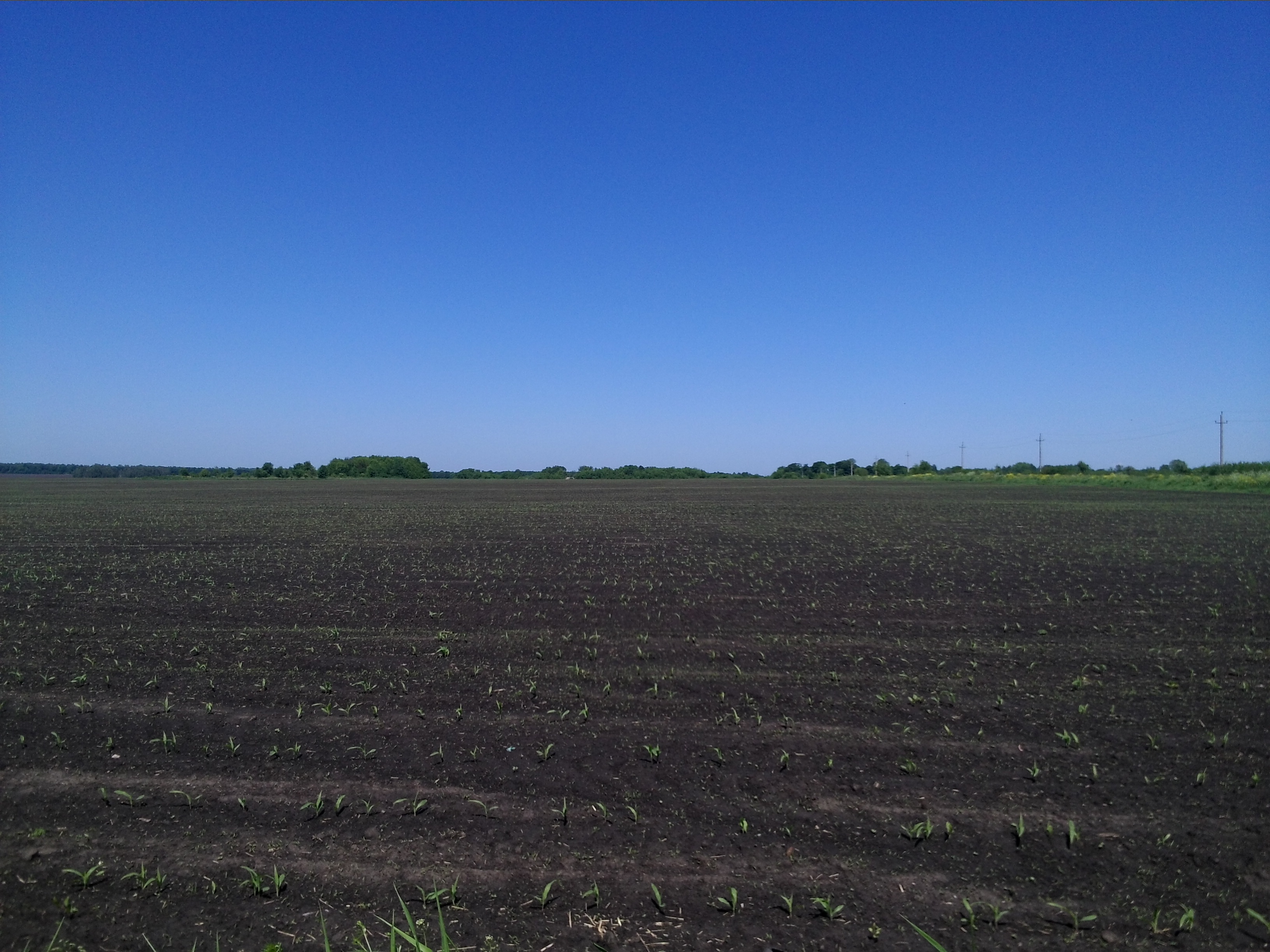